# التنظيم السبتمبري الديمقراطي
التنظيم السبتمبري الديمقراطي حزب سياسي يمني ، تقدم للتسجيل في لجنة شئون الأحزاب 15 نوفمبر 1998 وحصل على قرار التسجيل من لجنة شئون الأحزاب في 15 أبريل 1999 . الأمين العام للحزب احمد قرحش .

## العملية السياسية
- لم يشارك في الانتخابات النيابية الأولى 1993 ولم يشارك أيضاً في الانتخابات الثانية 1997 .
- شارك في الانتخابات النيابية الثالثة 2003 ولم يحصل على أي مقعد وحصل على 81صوت من إجمالي الأصوات الصحيحة البالغ عددها 5996049 وبنسبة 0%.